# Sinfonia n. 23 (Mozart)

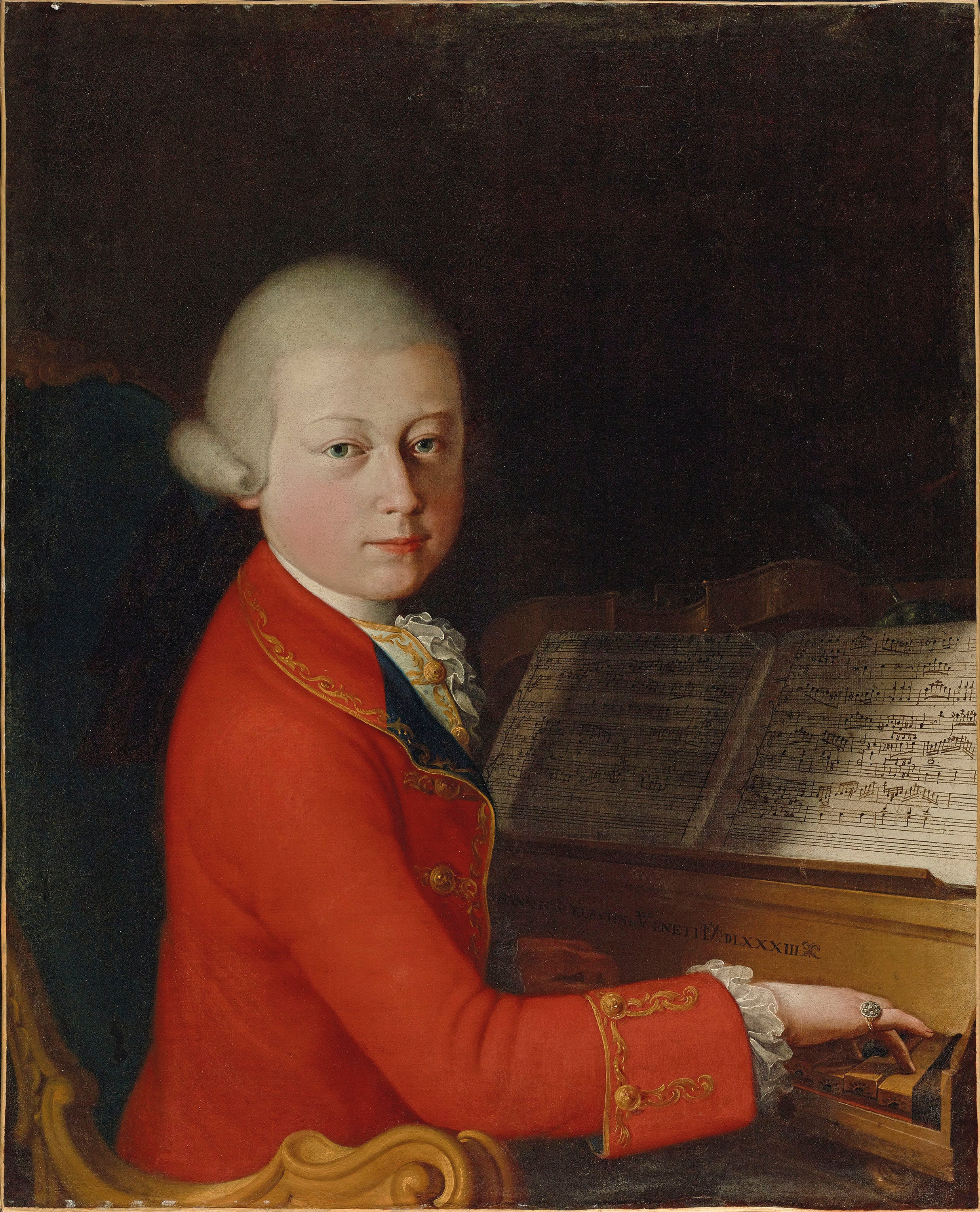
Wolfgang Amadeus Mozart nel 1770.

La sinfonia n. 23 in Re maggiore K 181/162b è una composizione di Wolfgang Amadeus Mozart completata a Salisburgo il 19 maggio 1773.

## Storia

### Contesto
La carriera di Mozart come sinfonista era iniziata a Londra durante la grande tournée europea della famiglia Mozart fra il giugno 1763 e il novembre 1766. Il padre, Leopold, aveva pianificato il viaggio per esibire il talento dei propri figli, Wolfgang e Maria Anna, presso le principali corti europee. In questo periodo Wolfgang venne a contatto con le principali tradizioni musicali europee (tedesca, britannica, francese e italiana) e realizzò le sue prime sinfonie, che si ponevano nel solco delle composizioni in tre movimenti all'italiana in stile galante di Carl Friedrich Abel e di Johann Christian Bach. Inoltre, ascoltò anche le sinfonie di altri compositori come Thomas Arne, William Boyce e Giuseppe Sammartini.
In seguito, Leopold e i suoi figli trascorsero diversi mesi nel 1768 a Vienna durante i quali Wolfgang adattò il proprio stile ai gusti del pubblico viennese, adottando fra le varie cose la struttura della sinfonia in quattro movimenti. Wolfgang e suo padre Leopold fecero tre viaggi in Italia fra il dicembre 1769 e il maggio 1773. In questo periodo Wolfgang alternò i suoi viaggi con soggiorni a Salisburgo, durante i quali compose l'opera Mitridate, re di Ponto, oltre a diverse sinfonie influenzate dal gusto italiano. Nel 1772 e nel 1773 Mozart visse un periodo di entusiasmo per la scrittura sinfonica, componendo ogni anno sette nuove sinfonie (dalla n. 15 alla n. 27). Ridusse poi la sua attività in questo campo e, nei due anni successivi, apparvero solo tre nuove sinfonie (le n. 28, n. 29 e n. 30).

### Composizione
Fra marzo 1773 e novembre 1774 Mozart compose a Salisburgo nove sinfonie: la n. 26 a marzo o autunno 1773, la n. 22 a marzo o aprile 1773, la n. 27 ad aprile 1773, la n. 23 a maggio 1773, la n. 24 a ottobre 1773, la n. 25 a ottobre 1773, la n. 29 ad aprile 1774, la n. 30 a maggio 1774 e la n. 28 a novembre 1773 o 1774. Si tratta di un periodo della vita di Mozart scarno di dettagli. Fino a dicembre 1773, mese in cui si recò a Monaco di Baviera per supervisionare la prima rappresentazione della sua opera La finta giardiniera, trascorse l'intero anno a Salisburgo e, quindi, non esistono lettere ai parenti. Nello stesso periodo fu assunto come primo violino (insieme a Michael Haydn, fratello minore del più celebre Franz Joseph) alla corte arcivescovile di Salisburgo.
Il committente e lo scopo di queste sinfonie sono sconosciuti, ma è possibile che fossero destinate a mecenati italiani e che facessero parte di un gruppo unitario. Mozart apprezzò queste sinfonie tanto che le eseguì nuovamente a Vienna nel 1783. Tuttavia, poiché era insolito proporre al pubblico vecchie composizioni, dovette presentarle come nuove sinfonie. Questo, forse, è il motivo per cui Mozart cancellò le date dai manoscritti originali. I musicologi, in seguito, riuscirono a collocare cronologicamente le composizioni, anche se permangono alcune incertezze sulle sinfonie n. 22 e n. 28. Le sinfonie n. 22, 23, 24, 26 e 27 sono costituite da tre movimenti e, tranne la n. 27, hanno caratteristiche di ouverture all'italiana come la durata abbastanza breve, un movimento centrale in stile pastorale e fanfare, mentre le n. 25, 28, 29 e 30 sono composte in quattro movimenti e contengono il minuetto.
Mozart e suo padre Leopold assistettero alla prima esecuzione dell'opera Lucio Silla, a Milano, il 26 dicembre 1772 e, nel maggio 1773, ritornarono a Salisburgo dal loro terzo viaggio in Italia. A luglio partirono per Vienna, forse alla ricerca di una prestigiosa occupazione presso la corte imperiale ma, nonostante fossero stati ricevuti il 5 agosto dall'imperatrice Maria Teresa d'Austria, le loro speranze rimasero vane. Tuttavia, il soggiorno viennese fu propizio per la crescita artistica di Mozart, che ebbe modo di conoscere alcune sinfonie di Franz Joseph Haydn, Jan Křtitel Vaňhal e Carl Ditters von Dittersdorf, tutte in tonalità minore. Queste composizioni suggestionarono Mozart al punto che, tornato a Salisburgo a fine settembre 1773, volle sperimentare le nuove nozioni acquisite.

### Prima esecuzione e pubblicazione
La data e il luogo della prima esecuzione non sono noti e non si conosce neanche lo scopo originario della composizione. Il manoscritto autografo è conservato in una collezione privata a Vienna. La prima edizione a stampa fu realizzata nel 1849 dall'editore Cranz di Amburgo, che ne pubblicò le parti separate. La partitura completa fu pubblicata nel 1880 da Breitkopf & Härtel a Lipsia, che la stampò con il nome Wolfgang Amadeus Mozarts Werke, Serie VIII, No. 23.

## Strumentazione
La partitura è scritta per un'orchestra composta da:
- Archi: violino 1° e 2°, viola, violoncello/contrabbasso.
- Fiati: due oboi.
- Ottoni: due corni e due trombe.

La partitura non prevede espressamente il fagotto e il clavicembalo ma, nelle orchestre dell'epoca, era prassi comune utilizzare questi due strumenti, se presenti, per rinforzare la linea del basso o come basso continuo, anche senza notazione separata.

## Struttura e analisi
La sinfonia è formata da tre movimenti:
1. Allegro spiritoso, in Re maggiore, tempo C.
2. Andantino grazioso, in Sol maggiore, tempo 3/8.
3. Presto assai, in Re maggiore, tempo 2/4.

L'esecuzione integrale dura circa 10 minuti. Lo stile di questa sinfonia dimostra chiaramente che Mozart la compose subito dopo il suo ritorno dall'Italia: più che una vera e propria sinfonia, infatti, si tratta di una ouverture da teatro all'italiana. È composta da tre movimenti di breve durata, senza ritornello, incatenati l'uno all'altro senza interruzioni. Inoltre, nel primo movimento Mozart seguì la moda italiana di dividerlo in due parti uguali, senza sviluppi fra le due.

### Allegro spiritoso
Il primo movimento, Allegro spiritoso, è composto in Re maggiore, in tempo C e segue la forma-sonata. Si apre in stile di fanfara e, dopo quattro battute introduttive, espone il primo tema, seguito da modulazioni in tonalità minore. Di seguito, l'incipit del movimento:

### Andantino grazioso
Il secondo movimento, Andantino grazioso, è in Sol maggiore e in tempo 3/8. Si tratta di una breve siciliana in ritmo ternario, di gusto spensierato, in cui l'oboe solista propone il tema, accompagnato degli archi. Di seguito, l'incipit del movimento:

### Presto assai
Il terzo e ultimo movimento, Presto assai, riprende la tonalità iniziale di Re maggiore e l'indicazione di tempo è 2/4. Finale dal gusto tipicamente operistico, in forma di rondò, dove Mozart segue la forma italiana di alternare un tema ricorrente a idee musicali secondarie. Di seguito, l'incipit del movimento: